# Thomas de Malleville
Thomas de Malleville (1739 på St. Thomas – 21. oktober 1798) var en dansk guvernør.
Han var søn af planteren Jean de Malleville af kreolsk herkomst, blev løjtnant 1758 og var fra 1760 i Holstenske Regiment, blev 1760 kaptajn ved Falsterske Regiment og major 1772. Thomas de Malleville var en af officererne, der arresterede Johann Friedrich Struensee i 1772.
Han blev kommandant 1773 og fra 1776 havde han titel af oberst. Malleville var guvernør over St. Thomas og St. Jan fra 30. december 1773, og 1796 blev han generalguvernør over hele Dansk Vestindien og titulær general, men døde allerede to år senere. 
Han blev gift 28. marts 1763 med Johanne Marie Meyer (døbt 31. marts 1750 – 20. november 1819), datter af en flådekaptajn. Parret fik en søn i 1764, der døde som femårig i 1769. Separeret 1780. Rygter iflg. Charlotte Dorothea Biehl ville, at fruens elsker var Frederik Carl Warnstedt. Hun blev senere gift med grev Werner von der Schulenburg og var tæt på dronning Caroline Mathilde. Malleville fik i 1783 bevilling til at gifte sig igen.
Han var frimurer.
Malleville er begravet på Friedensthals Kirkegård.